# Авентура (Флорида)
Авентура (енгл. Aventura) град је у америчкој савезној држави Флорида. По попису становништва из 2010. у њему је живело 35.762 становника.

## Демографија
Према попису становништва из 2010. у граду је живело 35.762 становника, што је 10.495 (41,5%) становника више него 2000. године.
| Група             | 2000.          | 2010.          |
| Белци             | 18.954 (75,0%) | 20.711 (57,9%) |
| Афроамериканци    | 430 (1,7%)     | 1.382 (3,9%)   |
| Азијати           | 307 (1,2%)     | 648 (1,8%)     |
| Хиспаноамериканци | 5.218 (20,7%)  | 12.798 (35,8%) |
| Укупно            | 25.267         | 35.762         |